# Scoparia chrysopetra
Scoparia chrysopetra là một loài bướm đêm trong họ Crambidae.